# Abies koreana

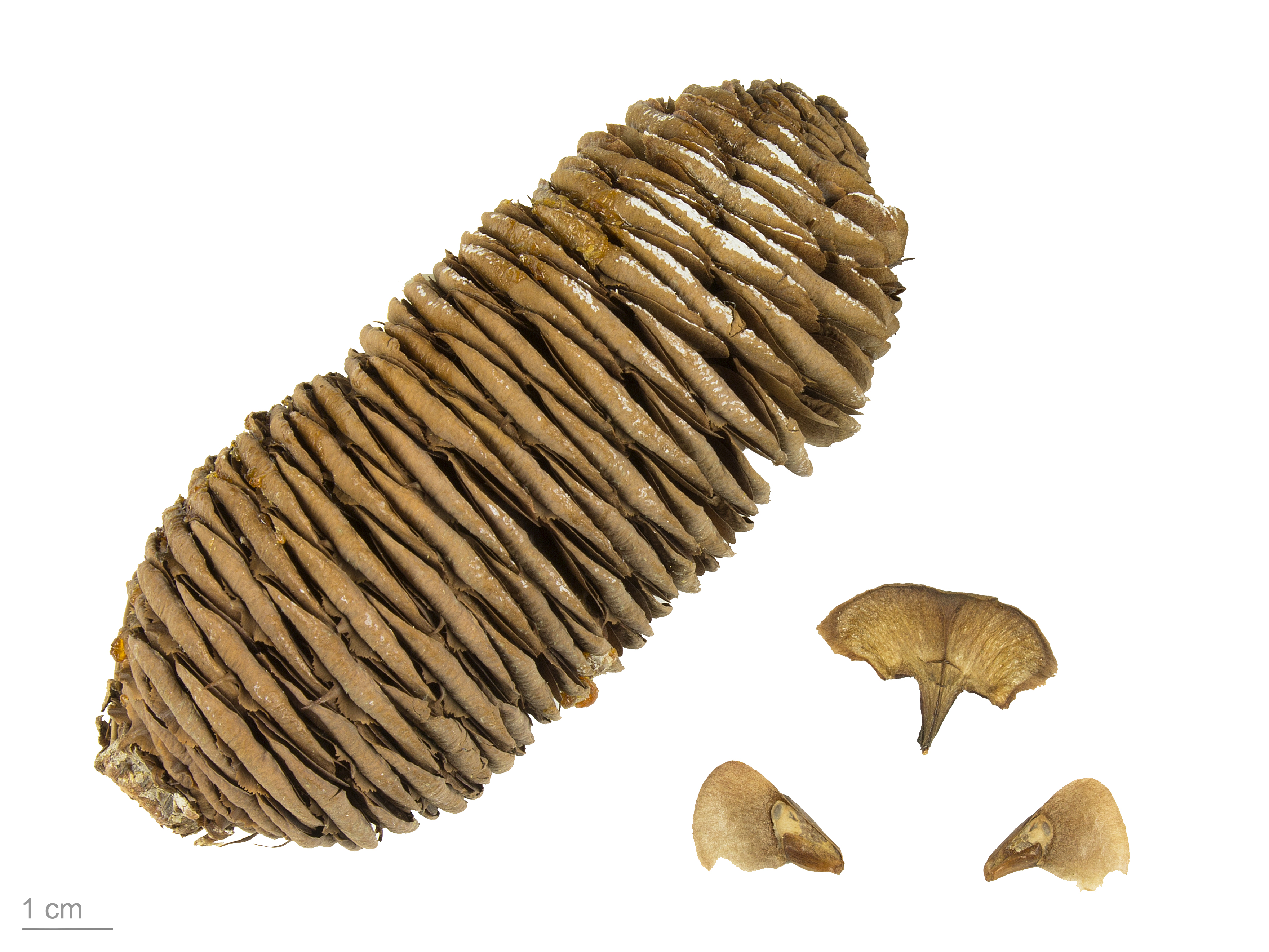
Abies koreana

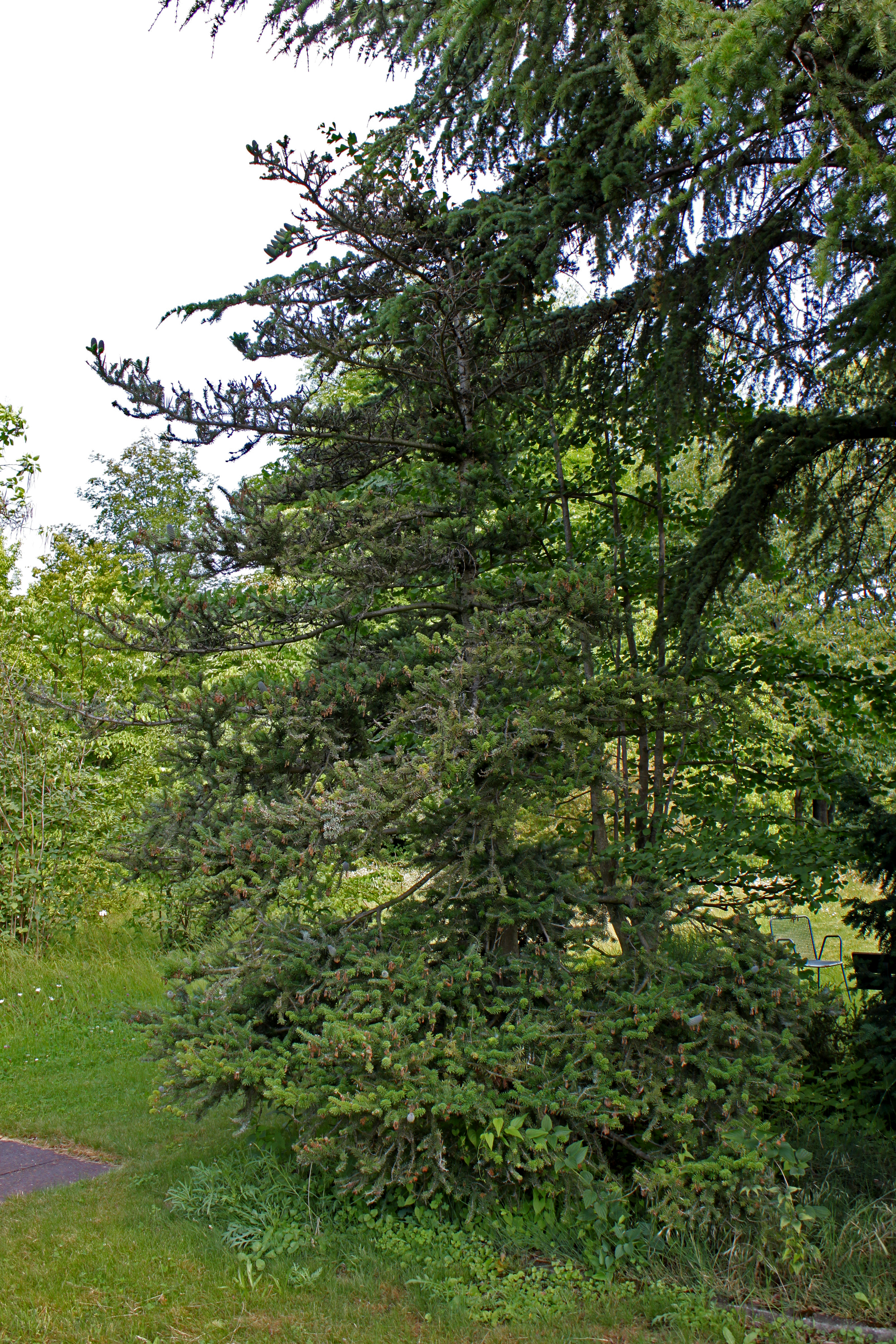
Vista del árbol

Abies koreana o abeto de Corea (구상나무, Gusang namu en coreano) es una especie arbórea perteneciente a la familia de las pináceas. Esta conífera es originaria de las montañas más altas de Corea del Sur, incluyendo la isla de Jeju. Crece en altitudes de 1000-1900 m en selvas lluviosas templadas.

## Descripción
Es un árbol perennifolio de tamaño pequeño o medio que alcanza 10-18 m de altura, con un tronco de 70 cm de diámetro, más pequeño y a veces arbustivo en el límite arbóreo. La corteza es suave y resinosa de color gris-marrón. Las hojas son lineales anchas y romas, tienen 1-2 cm de longitud y 2-2.5 mm de ancho, de color verde oscuro arriba y por abajo tienen dos bandas de estomas de color blanco. Las piñas son de 4-7 cm de longitud y 1.5-2 cm de ancho, de color púrpura oscuro antes de madurar. Las semillas aladas se dispersan cuando las piñas maduras se abren a los 6 meses de la polinización.
Es muy usada como planta ornamental en jardines de clima frío.

## Taxonomía
El taxón Abies koreana fue descrito por Ernest Henry Wilson y publicado en Journal of the Arnold Arboretum 1: 188. 1920.
Etimología
Abies: nombre genérico que viene del nombre latino de Abies alba.
koreana: epíteto geográfico que alude a su localización en Corea.
Sinonimia
- Abies koreana f. nigrocarpa Hatus.[5][6]